# .cw
cw. هو امتداد خاص بالعناوين الإلكترونية (نطاق) domain للمواقع التي تنتمي إلى كوراساو. هذه الجزيرة تركت الامتداد السابق .an بعد حل جزر الأنتيل الهولندية.